# 颱風卡努 (2005年)
颱風卡努（英語：Typhoon Khanun，國際編號：0515，聯合颱風警報中心：15W，菲律賓大氣地球物理和天文管理局：Kiko）為2005年太平洋颱風季第十五個被命名的風暴。
「卡努」（ขนุน）一名乃由泰國提供，意為波羅蜜果。

## 發展過程
9月7日0时在菲律宾以东的西北太平洋洋面由热带低气压升级为热带风暴，并稳定向西北方向移动。9月7日18时发展为强热带风暴。9月8日18时加强成为台风。9月11日6时50分(UTC)在中国浙江省台州市路桥区金清镇登陆。登陆时中心气压945hPa，近中心最大风速50m/s并维持了3小时以上，登陆后强度减弱的缓慢程度非常罕见。9月11日15时减弱为强热带风暴，同日21時再減弱為熱帶風暴。9月12日15時減弱為熱帶低氣壓。9月13日0時在黃海轉化為温帶氣旋，其殘餘於同日12時在南韓忠清南道附近消散。

## 影响

### 中國大陸
受台风卡努登陆影响，浙江东部、上海和江苏南部出现暴雨，大暴雨和特大暴雨。温州9月11日、12日停止一切师生活动。宁波、苏州、无锡、嘉兴和上海中小学、幼儿园于12日停课一天。
浙江省转移处于危险地带的人员已经超过105万人。上海市也有超过16万人被紧急转移。上海虹桥、浦东两大机场取消航班数量已经超过380多班次。

## 熱帶氣旋警告使用紀錄

### 台灣
| 交通部中央氣象局 颱風警報 | 交通部中央氣象局 颱風警報 | 交通部中央氣象局 颱風警報 |
| ------------------------- | ------------------------- | ------------------------- |
| 上一熱帶氣旋              | 海上颱風警報              | 下一熱帶氣旋              |
| 強烈颱風泰利              | 海上颱風警報              | 中度颱風丹瑞              |
| 強烈颱風泰利              | 陸上颱風警報              | 強烈颱風龍王              |